# M 68 (звёздное скопление)
M 68 (также известное как Мессье 68 или NGC 4590) — шаровое звёздное скопление в созвездии Гидры.

## История открытия
Скопление было открыто Шарлем Мессье в 1780 году.

## Интересные характеристики
M 68 находится на расстоянии 33000 световых лет от Земли.

## Наблюдения

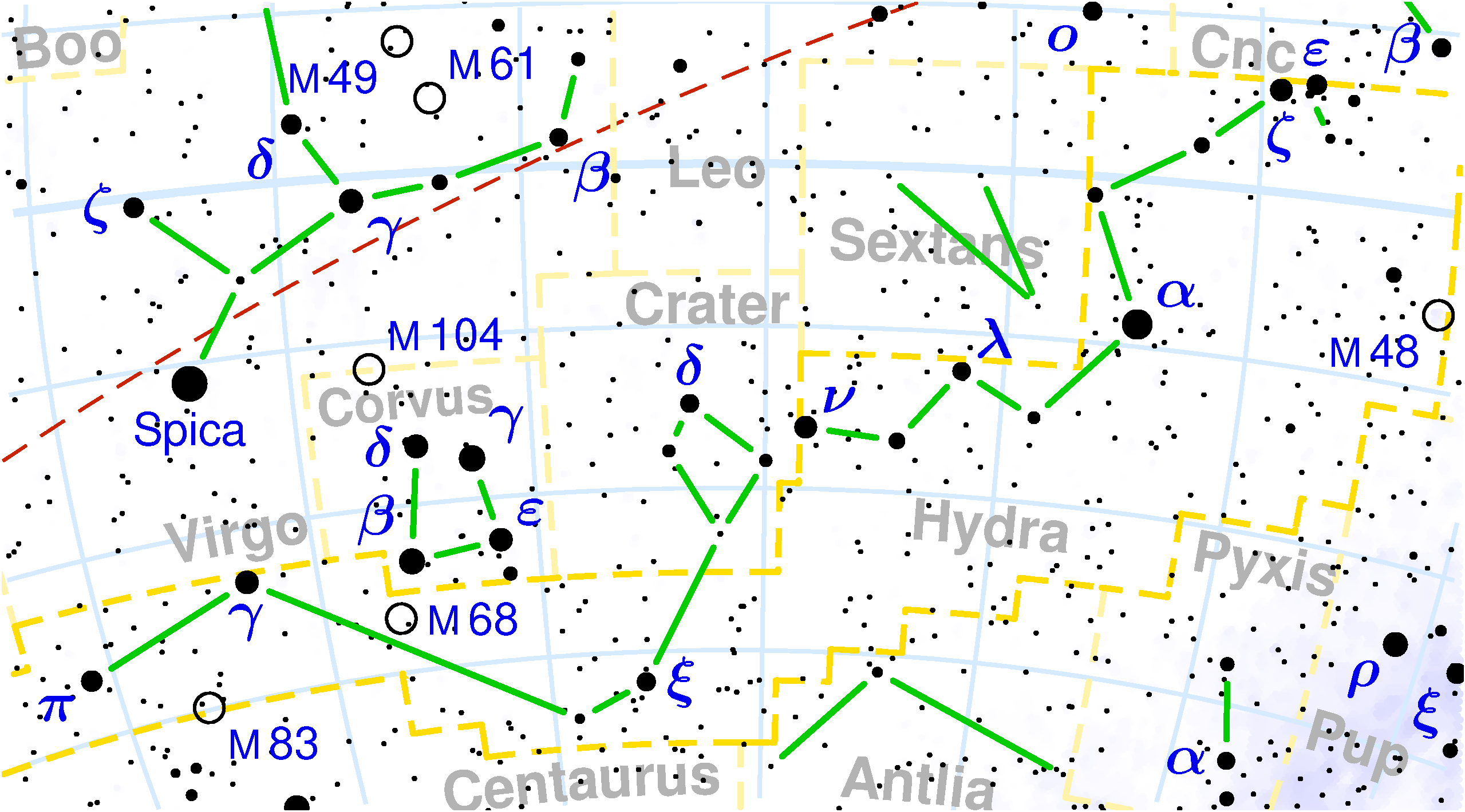
Шаровое скопление M 68 находится в созвездии Гидры.

Необычное по своему положению (в противоположную сторону от центра Галактики) шаровое скопление M 68 непросто для наблюдений в средних широтах северного полушария. Скажем, на широте Санкт-Петербурга оно восходит не выше 10 градусов над горизонтом. Лучшее время для наблюдений — начало весны. M 68 довольно просто находится в хороший бинокль или искатель телескопа — на продолжении к югу отрезка δ-β Ворона (примерно на половину его длины) в полуградусе на северо-восток от относительно яркой (5.4m) звезды B 230.
В бинокль или небольшой любительский телескоп M 68 видно в виде округлого диффузного пятна в окружении звёзд переднего плана. Например, у северо-западного края гало скопления лежит мирида FI Гидры с перепадом блеска от 10.2m до 17.4m. В телескоп с апертурой 150—200 мм гало скопления уверенно разрешается на звёзды. При апертуре телескопа 250—300 мм и месте наблюдения поближе к экватору это не очень плотное скопление разрешается до самого центра.

### Соседи по небу из каталога Мессье
- M 104 — (севернее на границе Девы и Ворона) знаменитая галактика Сомбреро;
- M 83 — (к востоку и ещё южнее) яркая и интересная галактика Южная Вертушка;

### Последовательность наблюдения в «Марафоне Мессье»
…M 49 → M 61 → M 68 → M 83 → M 13…

## Изображения
Гал.долгота 299.6258° 

Гал.широта +36.0508° 

Расстояние 33 600 св. лет